# Stöckleinsbach
Der Stöckleinsbach ist mitsamt seinem längeren Oberlauf Fischgallgraben ein fast 9 km langer, anfangs etwa ostwärts, später südostwärts fließender Bach im oberfränkischen Landkreis Bamberg, der nach Durchqueren von dessen Dorf Steppach gegenüber von Pommersfelden selbst von links in die Reiche Ebrach mündet.

## Geographie

### Quellflüsse

#### Fischgallgraben
Der Fischgallgraben entspringt am flachen Ostabfall des Steigerwaldes in der Waldabteilung Liebenau ca. 0,8 km westlich von Treppendorf im Landkreis Bamberg in Oberfranken. Nach der Quelle verlässt der Bach in östlicher Richtung den Steigerwald und den Naturpark gleichen Namens und wechselt dann in den Naturraum „Aischgrund und mittelfränkische Becken“. Nach nicht mal einem Flusskilometer durchquert er den Ort Treppendorf. Anschließend speist der weiterhin östlich verlaufende Fischgallgraben zwischen Waldhängen rechts und teilweise auch links einige Fischweiher. Daraufhin schwenkt der Lauf des Gewässers nach Südosten und erreicht dabei nach einem Abschnitt mit feuchten Wiesen auf dem Talgrund den Ort Hirschbrunn, nach dem er an weiteren Weihern vorbeiläuft. Danach treten dicht an seine Wiesenaue von rechts und links die beiden Waldgebiete Fiskalholz bzw. Kühtanz. Der weiterhin nach Südost ziehende Bach erreicht nach über 5 km den Ort Unterköst. Dort vereint er sich mit dem rechten, aus dem Westen kommenden Grundwiesengraben zum Stöckleinsbach.

#### Grundwiesengraben
Die Quelle des Grundwiesengrabens liegt in der Waldabteilung Steingrube ca. 1 km westlich des Ortes Oberköst, der ebenfalls zum östlichen Rand des Steigerwaldes gehört. Ca. 1 km westlich der Grundwiesengrabenquelle verläuft der Allbach, der ebenfalls ein linker Zufluss der Reichen Ebrach ist. Nach knapp einem Flusskilometer erreicht der Graben den Ort Oberköst. Dort speist er neben anderen Weihern den Schloßsee und zieht nach dem Ort am Mühlsee vorbei. Daraufhin verläuft der Bach meist zwischen Äckern am linken Hang des Gewanns Tanzfelder und unter dem Ort Maierhof auf der rechten Randhöhe. Der seit Oberköst von der BA 45 begleitete Graben erreicht nach 4,2 km den Ort Unterköst und fließt dort mit dem längeren linken Fischgallgraben zum Stöckleinsbach zusammen.

### Verlauf
Nach dem Zusammenfluss des Stöckleinsbachs am Ortsanfang von Unterköst quert ihn im Ort gleich die BA 45, die ihm danach am linken Hangfuß folgt. Er fließt weiter in der letzten Richtung des Fischgallgrabens südöstlich und zunächst an den rechts zu seiner Mulde hin auslaufenden, teilweise bewaldeten Bergrücken Köster Berg (315 m ü. NHN) und Mühlhauser Leite (310 m ü. NHN) vorbei. Der durch Offenlandflächen zunächst sehr gerade fließende Bach durchläuft nach einem Flusskilometer den sogenannten Märzensee etwas vor Steppach. Danach setzt sich die Talstraße in der von links in die Mulde eintretenden St 2263 fort und der Stöckleinsbach passiert am oberen Ortsrand den Sportplatz von Steppach. Auf seinem Weg durch dieses Dorf unterquert er die St 2263 und später auch die St 2260, verläuft kurz neben der Industriestraße durchs Gewerbegebiet am unteren Ortsende und unterquert schließlich auch noch den Damm der am linken Rande der Ebrachaue verlaufenden Oberen Steigerwaldbahn. Nach etwas gewundenem Lauf über die diesseits siedlungsfreie Flussaue mündet der Stöckleinsbach 3,1 km unterhalb seines Zusammenflusses zwischen Steppach dies- und Pommersfelden jenseits von links in die Reiche Ebrach. Er hat auf seinem Namensabschnitt ein mittleres Sohlgefälle von 3,9 ‰.

### Zuflüsse
Angegeben ist die jeweilige Länge und das Einzugsgebiet des jeweiligen Zuflusses sowie sein Mündungsort und seine Mündungshöhe. Andere Quellen für die Angaben sind vermerkt. Die ersten zwei Werte wurden in der Regel abgemessen. Andere Quellen für die Angaben sind vermerkt. Die einzelnen Zuflüsse der Oberläufer werden nicht erwähnt.
| Name              | Lage             | Länge [in km] | EZG [in km²] | Mündungs- ort | Mündungs- höhe [m. ü. ŇHN] |
| ----------------- | ---------------- | ------------- | ------------ | ------------- | -------------------------- |
| Grundwiesengraben | rechter Oberlauf | 04,20 0       | ca. 6,34     | Unterköst     | 276                        |
| Fischgallgraben   | linker Oberlauf  | 05,80         | ca. 7,46     | Unterköst     | 276                        |

### Orte
Folgende Orte oder Mühlen befinden sich direkt oder unmittelbar am Stöckleinsbach oder an seinen Oberläufern.
- Treppendorf
- Hirschbrunn
- Oberköst
- Maierhof
- Unterköst
- Steppach
- Pommersfelden

### Einzugsgebiet
Das 19,65 km² große Einzugsgebiet des Stöckleinsbachs liegt in kleinen Teilen im Steigerwald sowie im nördlichen mittelfränkischen Becken. Er wird über die Reiche Ebrach, die Regnitz, den Main und den Rhein zur Nordsee entwässert.
Es grenzt
- im Norden an das der Mittleren Ebrach, welche in die Rauhe Ebrach mündet

- im Nordosten an das der Rauhen Ebrach, welche in die Regnitz mündet
- im Nordwesten an das des Dippachs, der in die Mittlere Ebrach mündet
- im Südosten an das der Reichen Ebrach
- im Südwesten an das des Allbachs, der ebenfalls in die Reiche Ebrach mündet

Das Einzugsgebiet ist durch Offenlandflächen geprägt.

## Naturschutz
Der Bach entspringt im östlichen Teil des Naturpark Steigerwald. Am Bach befinden sich einige rechtlich geschützte Biotope, wie z. B. der kleine Extensivwiesenbereich am Fischgallengraben. Folgende wichtige Biotope liegen entlang des Baches.
| Biotop- nummer | Name                                                          | Fläche in Ha | Haupt- biotoptyp                            |
| -------------- | ------------------------------------------------------------- | ------------ | ------------------------------------------- |
| 6230-1043      | Kleiner Extensivwiesenbereich am Fischgallengraben            | 00,22        | Artenreiches Extensivgrünland               |
| 6230-1042      | Kleiner Nasswiesenbereich am Rande der Teiche bei Hirschbrunn | 00,17        | Seggen- od. binsenreiche Nasswiesen, Sümpfe |
| 6230-1037      | Feuchtbrache am Fischgallengraben                             | 00,23        | Landröhrichte                               |
| 6230-1036      | Nasswiese nordwestlich von Unterköst                          | 00,31        | Seggen- od. binsenreiche Nasswiesen, Sümpfe |
| 6230-1035      | Nasswiese am Fischgallengraben nordwestlich von Unterköst     | 00,74        | Seggen- od. binsenreiche Nasswiesen, Sümpfe |

### Gewässerverzeichnis Bayern („GV“)
1. ↑  Länge nach: Verzeichnis der Bach- und Flussgebiete in Bayern – Flussgebiet Main, Seite 58 des Bayerischen Landesamtes für Umwelt, Stand 2016 (PDF; 3,3 MB) (Seitenzahl kann sich ändern.)
2. ↑  Einzugsgebiet nach: Verzeichnis der Bach- und Flussgebiete in Bayern – Flussgebiet Main, Seite 58 des Bayerischen Landesamtes für Umwelt, Stand 2016 (PDF; 3,3 MB) (Seitenzahl kann sich ändern.)

### BayernAtlas („BA“)
Amtliche Online-Gewässerkarte mit passendem Ausschnitt und den hier benutzten Layern: Lauf und Einzugsgebiet des Stöckleinsbachs

Allgemeiner Einstieg ohne Voreinstellungen und Layer: BayernAtlas der Bayerischen Staatsregierung (Hinweise)
1. 1 2 3  Höhe abgefragt auf dem Hintergrundlayer Amtliche Karte (Rechtsklick).
2. ↑  Höhe abgefragt auf dem Hintergrundlayer Amtliche Karte (Rechtsklick).
3. 1 2  Länge abgemessen auf dem Hintergrundlayer Amtliche Karte.
4. ↑  Einzugsgebiet abgemessen auf dem Hintergrundlayer Amtliche Karte.